# Тоуил, Вилли
Уи́льям Майкл То́уил (англ. William Michael Toweel; 6 апреля 1934, Бенони — 25 декабря 2017) — южноафриканский боксёр лёгких весовых категорий. В начале 1950-х годов выступал за сборную ЮАР: бронзовый призёр летних Олимпийских игр в Хельсинки, чемпион национального первенства, участник многих международных турниров и матчевых встреч. В период 1953—1960 боксировал на профессиональном уровне, был претендентом на звание чемпиона мира в легчайшем весе.

## Биография
Вилли Тоуил родился 6 апреля 1934 года в городе Бенони, провинция Гаутенг. Активно заниматься боксом начал в раннем детстве, тренировался вместе с пятью братьями под руководством собственного отца. В любительском боксе становился чемпионом Южной Африки как среди юниоров, так и среди взрослых. Благодаря череде удачных выступлений удостоился права защищать честь страны на летних Олимпийских играх 1952 года в Хельсинки — сумел дойти здесь до стадии полуфиналов, после чего единогласным решением судей проиграл американцу Натану Бруксу, будущему олимпийскому чемпиону.
Получив бронзовую олимпийскую медаль, Тоуил решил попробовать себя среди профессионалов и покинул сборную. Его профессиональный дебют состоялся в мае 1953 года, своего первого соперника Джеки О'Коннора он победил по очкам в четырёх раундах. В течение двух последующих лет провёл множество удачных поединков, завоевал титулы чемпиона Южной Африки в легчайшем и полулёгком весах, неоднократно защитил выигранные чемпионские звания. В сентябре 1955 года ему представилась возможность побороться с Робертом Коэном за титул чемпиона мира в легчайшей весовой категории — матч продлился все пятнадцать раундов, оба боксёра побывали в нокдаунах, но в итоге поединок закончился ничьей, и пояс остался у действующего чемпиона.
Несмотря на поражение, Тоуил продолжил выходить на ринг и в 1956 году стал чемпионом Британской империи и Содружества наций, а также выиграл пояс чемпиона ЮАР в лёгком весе. Впоследствии оставался действующим боксёром вплоть до 1960 года, несколько раз защитил полученные чемпионские звания, однако в поздние годы существенных достижений не добился и в последнем своём поединке был жестоко избит американцем Эмилем Гриффитом. Всего в профессиональном боксе он провёл 54 боя, из них 46 окончил победой (в том числе 23 досрочно), 6 раз проиграл, в двух случаях была зафиксирована ничья.
После завершения спортивной карьеры Вилли Тоуил работал тренером по боксу. Его старший брат Вик был не менее известным боксёром, он выступал на Олимпийских играх 1948 года в Лондоне и владел титулом чемпиона мира в легчайшей весовой категории. Другие трое братьев Алан, Джимми и Фрейзер тоже выступали в профессиональном боксе, но без особых достижений.
Скончался 25 декабря 2017 года .